# Chilobrachys jonitriantisvansickleae
Chilobrachys jonitriantisvansickleae es una especie de tarántula del género Chilobrachys, de la familia Theraphosidae. Endémicamente, esta especie es originaria de Sri Lanka.
La especie lleva el nombre de Joni Triantis Van Sickle, una conservacionista involucrada en la protección del área. Se caracteriza por tener marcas turquesas en sus patas.

## Taxonomía
Descrita por primera vez en 2019, fue originalmente nombrada jonitriantisvansicklei por sus investigadores. Sin embargo, esto es únicamente correcto cuando la especie lleva el nombre de un hombre. Joni Triantis Van Sickle es mujer, por lo tanto, de acuerdo con el artículo 32.5.1 del Código Internacional de Nomenclatura Zoológica, el catálogo mundial de arañas corrigió el nombre para que tuviera un genitivo femenino, dando como resultado definitivo jonitriantisvansickleae.